# Макија (Потенца)
Макија (итал. Macchia) је насеље у Италији у округу Потенца, региону Базиликата.
Према процени из 2011. у насељу је живело 41 становника. Насеље се налази на надморској висини од 503 м.